# Leontodon ruthii
Leontodon ruthii là một loài thực vật có hoa trong họ Cúc. Loài này được Ball mô tả khoa học đầu tiên.